# Paranemastoma ferkeri
Espèce
Synonymes
- Nemastoma ferkeri Roewer, 1951

Paranemastoma ferkeri est une espèce d'opilions dyspnois de la famille des Nemastomatidae.

## Distribution
Cette espèce est endémique de Turquie. Elle se rencontre dans le Sud-Ouest de l'Anatolie vers Fetje.

## Description
Le mâle holotype mesure 3,5 mm et la femelle paratype 4 mm.

## Systématique et taxinomie
Cette espèce a été décrite sous le protonyme Nemastoma ferkeri par Roewer en 1951. Elle est placée dans le genre Paranemastoma par Schönhofer en 2013.

## Publication originale
- Roewer, 1951 : « Über Nemastomatiden. Weitere Weberknechte XVI. » Senckenbergiana, vol. 32, p. 95–153.